# Mickaël Garos
Mickaël Garos (Rouen, 10 maggio 1988) è un calciatore francese, centrocampista del Jeunesse Esch.

## Palmarès

### Club

#### Competizioni nazionali
- Campionato lussemburghese: 1

F91 Dudelange: 2016-2017